# Mondotek
Mondotek est un groupe allemand d'electro house, ses membres sont Danny Daagard et Steve Morane. Le duo est connu grâce à la chanson Alive surfant sur le mouvement Tecktonik.
Mondotek a aussi remixé le titre One Desire du groupe Jakarta. Ils sont en quelque sorte la référence en matière de musique tecktonik. Repris du groupe allemand : Mondo (Daagard & Morane), les titres connus sous le nom de Mondotek sont en fait des remix du groupe Mondo.
Le groupe est monté sur scène le 27 août 2009, dans le cadre d'un numéro spécial du Festival Juste Pour Rire.

## Discographie

### Singles
- 2007 : Alive(PH Electro Remix)
- 2008 : D-Génération
- 2009 : Before
- 2010 : Digi Ben (feat Carlprit)
- 2011 : Dancefloor Lover (Mondotek Vs TAITO)